# Félix Bugueño
Félix Bugueño Sotelo (San Fernando, 18 de mayo de 1973) es un político chileno. Ejerce actualmente como diputado por el Distrito Nº 16, Región de O'Higgins, para el período 2022-2026.

## Primeros años de vida
Nacidó en San Fernando, es hijo de Elio Tránsito Bugueño Soza y de María Soledad Del Carmen Sotelo Valdés. Realizó sus estudios secundarios en el Liceo Neandro Schilling de San Fernando, egresando en 1992. Se encuentra casado con Yasna Romero González.

## Vida pública
En 2017 el MIRAS se fusionó con otros partidos en la Federación Regionalista Verde Social (FREVS). En 2018 fue presidente regional de la FREVS. Posteriormente, se desempeñó como asesor legislativo de la entonces Diputada Alejandra Sepúlveda Orbenes.
El 21 de noviembre resultó electo Diputado por el 16° Distrito, Región de O'Higgins, correspondiente a las comunas de Chépica, Chimbarongo, La Estrella, Las Cabras, Litueche, Lolol, Marchihue, Nancagua, Navidad, Palmilla, Paredones, Peralillo, Peumo, Pichidegua, Pichilemu, Placilla, Pumanque, San Fernando, Santa Cruz, San Vicente, en representación del Partido Federación Regionalista Verde Social, y como parte del pacto Apruebo Dignidad, para el periodo legislativo 2018-2022. Obtuvo 9.010 votos correspondientes a un 6,65% del total de sufragios válidamente emitidos.
En marzo de 2023 anunció su renuncia a la FREVS. También dejó la vicepresidencia de la colectividad. Ese mismo año se integró a Comunes, partido que forma parte del Frente Amplio.